# ンゴニェ滝
座標: 南緯16度39分15秒 東経23度34分20秒 / 南緯16.65417度 東経23.57222度

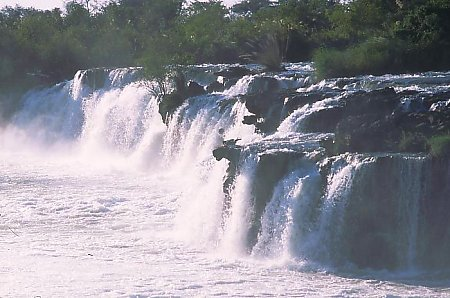
ンゴニェ滝。

ンゴニェ滝（ンゴニェたき、Ngonye Falls）またはシオマ滝（シオマたき、Sioma Falls）は、ザンベジ川にある滝。ザンビア西部、ヴィクトリア滝よりも約300kmほど上流に位置する。
砂岩を侵食してできた滝であり、比高は10-25mほどであるが、幅が広いことが特徴となっている。周囲はンゴニェ滝国立公園に指定されている。